# 庞塔拉
庞塔拉（法語：Penthalaz）是瑞士联邦西部法语区的沃州下设的一个镇。在行政上属于沃州格罗区管辖。庞塔拉的总面积为3.87平方公里。截至2010年底，总人口为2,297。

## 地理
沃诺日河从庞塔拉西部边境附近穿过。